# Hummer
 (транскр.  Хамер) aмерички је произвођач пикапова и теренских аутомобила. Основан је 1992. године када је компанија AM General почела производити цивилну верзију M998 Humvee. Године 1998. General Motors купује бренд и лансира на тржиште три возила: оригинални Hummer H1, који је заснован на војном Humvee, као и нове H2 и H3, намењени цивилној вожњи.

## Историја
Оригинални Хамери су били дизајнирани од стране AM General, тада подружница у потпуном власништву American Motors Corporation (AMC). Возила су се производила у фабрици у граду Мишавоки у савезној држави Индијани.
Претходник Хамер возила био је специјални војни Humvee. Године 1979, војска Сједињених Држава расписала је тендер за нови тип војног возила под називом HMMWV (High Mobility Multipurpose wheeled vehicle). Ново возило морало је да задовољи неколико високих захтева, да се лако адаптира као болничко, као носач ракета, да може да савлада 40% бочног нагиба и да има могућност савлађивања успона од 60%, јак мотор, као и минимум 12 година употребе.
Тендер је добила компанија AM General, која је пре тога производила углавном аутобусе. Уложен је огроман напор да би након једанаест месеци развоја представили возило под називом HMC 4. Фебруара 1981. године војска је почела тестирање 4 прототипа у пустињи Неваде. Тестови су открили одређене проблеме, али су инжењери веома брзо решили све те проблеме. После тога AM General је добио посао. Уговор је потписан марта 1983. године на основу кога је компанија требало да испоручи 55.000 возила по цени од преко 1.200.000.000 долара.
Прва возила су испоручена 1985. године, а до краја 1989. испоручено је свих 55.000 јединица. Исте године потписује се још један уговор на нових 33.000 јединица.
Пресудан моменат представља конфликт у Персијском заливу 1991. године. Послато је 20.000 Humvee возила, а преко директног телевизијског преноса возила су се појавила у многим земљама. Људи су почели да се интересују за ту врсту возила. Компанија је после одређених измена почела да производи цивилну верзију Humvee-а под називом Хамер. Првих пет возила купио је глумац Арнолд Шварценегер. Прва цивилна верзија била је скоро идентична војној уз додатак комфорног седишта и са изузетком радио комуникације и водоотпорног акумулатора. Ова верзија је касније названа Хамер H1. H1 је имао осмоцилиндарски турбо дизел мотор од 6.600 кубика са директним убризгавањем. Просечна потрошња је релативно велика и кретала се око 20 литара дизела на 100 км. Као што се и очекивало од једног теренца, H1 је без проблем савладавао све могуће препреке.
Хамер H2 је креиран за нешто мање захтевне терене у поређењу са H1, али је још увек био бољи од већине теренских возила. Постоје две верзије, класична затворена верзија и пикап верзија која је изашла 2008. године. H2 има ГМ-ов осмоцилиндарски бензински мотор од 6.2 литра који развија 393 КС. Потрошња горива је нижа него код H1. Џенерал моторс 2005. године представља Хамер H3, теренско возило средње величине.
Хамерова одрживост у економској кризи 2008. године је доведена у питање. Уместо да буде пребачен у Motors Liquidation Company као део GM банкрота у 2009. години, Џенерал моторс је задржао бренд ради истраживања за његову продају. Кинески произвођач Tengzhong 2009. године је најавио да ће преузети Хамер уз сагласнос владе, али је касније повукао своју понуду. Крајем фебруара 2010. године Џенерал моторс започиње са гашењем бренда Хамер.